# Монро (окръг, Мисури)
Вижте пояснителната страница за други значения на Монро.
Окръг Монро (на английски: Monroe County) е окръг в щата Мисури, Съединени американски щати. Площта му е 1735 km², а населението - 9311 души (2000). Административен център е град Парис.